# Omphalotus nidiformis
Omphalotus nidiformis, ou fungo fantasma, é um cogumelo basidiomicete encontrado no sul da Austrália, notável pelas suas propriedades bioluminescentes. Geralmente encontrado em árvores mortas ou moribundas, é um fungo saprófita e parasita.
Com aparência semelhante ao cogumelo-ostra, foi anteriormente considerado um membro do mesmo género, Pleurotus, e descrito sob os antigos nomes Pleurotus nidiformis ou Pleurotus  lampas. Porém, é tóxico e ainda que não seja letal, o consumo deste cogumelo causa cólicas fortes e vómito. Os envenenamentos têm ocorrido por ser confusão com o cogumelo-ostra. É uma das várias espécies de fungos bioluminescentes, sendo todas elas venenosas com a excepção de Armillaria.

## Taxonomia e designação
O fungo fantasma foi inicialmente descrito em 1844 pelo naturalisra inglês Miles Joseph Berkeley como Agaricus nidiformis, antes de ser posteriormente colocado no género Pleurotus em 1887. Foi finalmente incluído no género Omphalotus junto com outros cogumelos bioluminescentes por Orson K. Miller, Jr. em 1994. Amostras haviam sido colectadas por James Drummond em 1841 no Rio Swan, Austrália, e descritas por Berkeley como Agaricus nidiformis e Agaricus lampas. Este último nome (como Pleurotus lampas) persistiu em alguns textos mas tornou-se sinónimo com esta espécie. O seu epíteto específico deriva dos termos latinos nīdus 'ninho' e forma 'forma', isto é, 'em forma de ninho'. Lampas deriva do grego antigo lampas/λαμπας 'tocha'. Drummond relatou que os aborígenes locais ficavam receosos quando lhes eram mostrados os fungos luminescentes,  pronunciando o termo chinga, uma palavra local para espírito.
São encontradas por todo o mundo várias espécies com propriedades bioluminescentes semelhantes, todas elas venenosas. As mais bem conhecidas são a norte-americana Omphalotus olearius e o Tsukiyotake (Omphalotus japonicus (Kawam.) Kirchm. & O.K. Mill., também designado Lampteromyces japonicus (Kawam.) Sing.) encontrado no Japão e Ásia oriental. Um estudo molecular recente mostra que o fungo fantasma está mais próximo de Omphalotus olivascens, abundante no sul e centro da Califórnia.

## Descrição
O corpo frutífero do fungo fantasma pode ser encontrado em madeira morta ou doente, na qual causa podridão do cerne. Saprófita e parasita, as suas necessidades são inespecíficas e pode ser encontrado tanto em Banksia, Hakea ou Acacia e várias Myrtaceae nativas bem como em árvores introduzidas como espécies de Pinus ou Platanus. Podem ser vistos à noite como uma incandescência esbranquiçada na base das árvores numa floresta de eucaliptos.
O píleo apresenta cor muito variável, sendo esbranquiçado, muitas vezes com tons laranja, acastanhados, cinzas, púrpuras ou até negro-azulados. Os espécimes mais jovens são frequentemente mais escuros. Crescendo até aos 30 cm de diâmetro, tem forma de funil ou de leque com orlas enroladas. As lamelas esbranquiçadas são decorrentes e muitas vezes gotejam com a humidade. O estipe pode ser central ou lateral quanto à sua ligação ao píleo e pode ter até 8 cm de comprimento afunilando para a base. Não tem sabor ou cheiro distintivos. A esporada é branca.

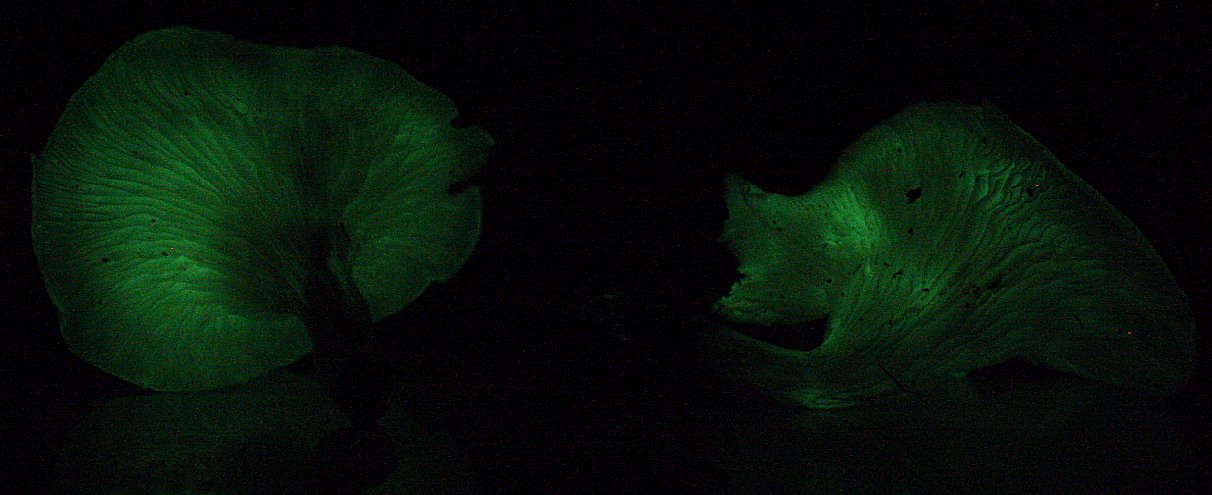
Lamelas bioluminescentes de O. nidiformis

A sua bioluminescência é mais bem observada em condições de pouca luz quando os olhos do observador desenvolvem visão nocturna. As lamelas são a parte mais luminescente do fungo, emitindo uma luz esverdeada que enfraquece com a idade. Existem relatos de a luz ser suficientemente forte para ver as horas num mostrador de relógio.
Pode ser confundido com o cogumelo-ostra castanho (Pleurotus australis), o qual é de cor castanha mas não brilha no escuro.

## Distribuição e habitat
Ocorre no sudoeste da Austrália Ocidental, onde foi registado pela primeira vez pelo naturalista escocês James Drummond, e no sudeste australiano, desde o Sul da Austrália até ao sudeste de Queensland. Ocorre também na Tasmânia. Pode ser encontrado em florestas de pinheiro e eucalipto, bem como em parques e jardins urbanos. Os corpos frutíferos podem ser numerosos e ocorrem em aglomerados sobrepostos em madeira morta.

## Bioquímica
Omphalotus nidiformis não é comestível. Apesar de reputadamente ter um sabor suave, a sua ingestão resultará em vómito, que geralmente ocorre entre 30 minutos a duas horas após o seu consumo, o qual dura várias horas. Não causa diarreia e as pessoas afectadas recuperam totalmente. Pensa-se que o composto tóxico responsável seja um sesquiterpeno chamado iludina, que também é responsável pela sua bioluminescência.